# 克朗村 (加利福尼亞州)
克朗村（英語：Crown Village）是位於美國加利福尼亞州埃爾多拉多縣的一個非建制地區。該地的面積和人口皆未知。

## 地理
克朗村的座標為38°41′43″N 121°05′07″W / 38.69528°N 121.08528°W，而該地的平均海拔高度為227米（即745英尺）。